# ニューエイジ・ミュージックの作曲家一覧
ニューエイジ・ミュージックの作曲家一覧（ニューエイジ・ミュージックのさっきょくかいちらん）
- ニューエイジ・ミュージックの作曲家を、ラスト・ネームの50音順に並べた。

| 目次 | 目次 | 目次 | 目次 | 目次 | 目次 | 目次 | 目次 | 目次 | 目次 | 目次 |
| ---- | ---- | ---- | ---- | ---- | ---- | ---- | ---- | ---- | ---- | ---- |
| わ   | ら   | や   | ま   | は   |      | な   | た   | さ   | か   | あ   |
|      | り   |      | み   | ひ   |      | に   | ち   | し   | き   | い   |
| を   | る   | ゆ   | む   | ふ   |      | ぬ   | つ   | す   | く   | う   |
|      | れ   |      | め   | へ   |      | ね   | て   | せ   | け   | え   |
| ん   | ろ   | よ   | も   | ほ   |      | の   | と   | そ   | こ   | お   |

## あ
- デヴィッド・アーカンストーン
- ブライアン・アキパ
- 浅田亮太
- アザム・アリ
- アシュ・ラ・テンペル
- ASTURIAS
- アディエマス
- アニ・チョイン・ドルマ
- アンドレ・ギャニオン
- 安藤正容
- マーク・アイシャム
- アンドレアス・フォーレンヴァイダー

## い
- ロジャー・イーノ
- ブライアン・イーノ
- eRa (バンド)
- Interiors
- Infinix

## う
- ヴァンゲリス
- ウィリアム・アッカーマン
- ジョージ・ウィンストン
- ポール・ウィンター

## え
- エニグマ
- エンヤ

## お
- マイク・オールドフィールド

## か
- 加古隆
- かの香織 - ユニット「COCU*」として
- 神谷操
- ケヴィン・カーン
- カン
- ガンダルフ

## き
- 喜多郎

## く
- クスコ
- フィリップ・グラス
- クラナド
- 倉本裕基
- グレゴリアン
- マイケル・クレトゥ
- ハラルド・グロスコフ

## け
- マニュエル・ゲッチング
- ジョン・ケージ

## こ
- 小泉ヒロカズ
- KOBUDO -古武道-
- コンスタンス・デンビー

## さ
- 坂本龍一
- 佐藤将展

## し
- カール・ジェンキンス
- シークレット・ガーデン
- ハンス・ジマー
- Jean Ven Robert Hal
- ジャン・ミッシェル・ジャール
- オリバー・シャンティ
- カールハインツ・シュトックハウゼン
- クラウス・シュルツェ

## す
- ストーン・エイジ (バンド)

## せ
- 瀬木貴将
- 妹尾武
- せんせいしょん

## そ
- 宗次郎

## た
- ビル・ダグラス
- タンジェリン・ドリーム

## ち
- チェン・ミン

## て
- TKCOM
- ディープ・フォレスト

## と
- 東儀秀樹
- 遠TONE音
- 冨田勲
- ミシェル・トゥームス

## な
- ナイトノイズ
- マイケル・ナイマン
- 中西俊博
- 中村天平
- 中村由利子

## に
- 西村由紀江

## の
- Nova Menco

## は
- Violet UK
- パトリック・オハーン
- ハロルド・バッド
- スティーブ・バラカット

## ひ
- 久石譲
- VIZITORS
- 日向大介
- 日向敏文
- 姫神
- ヒラサワンダ

## ふ
- FILMS
- 藤原道山
- ジム・ブリックマン
- ブラッドリー・ジョセフ

## へ
- ペルソナ

## ほ
- 星吉昭

## ま
- 松居慶子
- ジェームス・マッカーティー
- ロリーナ・マッケニット

## み
- 溝口肇
- Michi/michimemoir

## む
- 村松健

## め
- Meteoric Stream

## や
- ヤニー
- 山岡あきら

## ゆ
- Yuusuke

## ら
- スティーヴ・ライヒ
- テリー・ライリー

## り
- リサ・ジェラルド
- リズ・ストーリー

## れ
- Jorge Reyes

## ろ
- Lorie Line
- ロリーナ・マッケニット

## わ
- ワーナー・ジョン